# Rejon jalczikski
Rejon jalczikski (ros. Я́льчикский райо́н, czuw. Елчĕк районӗ) – rejon w należącej do Rosji autonomicznej republice Czuwaszji.
Rejon leży we wschodniej części kraju, jego ośrodkiem administracyjnym jest wieś Jalcziki. Według danych na rok 2010 rejon zamieszkiwały 20 452 osoby, a gęstość zaludnienia wyniosła 36 os./km2.

## Geografia
Rejon jalczikski graniczy z Republiką Tatarstanu na południu, wschodzie i północy, z rejonem komsomolskim na zachodzie oraz batyriewskim na południowym-zachodzie.
Powierzchnia rejonu wynosi 567,2 km2.

## Galeria

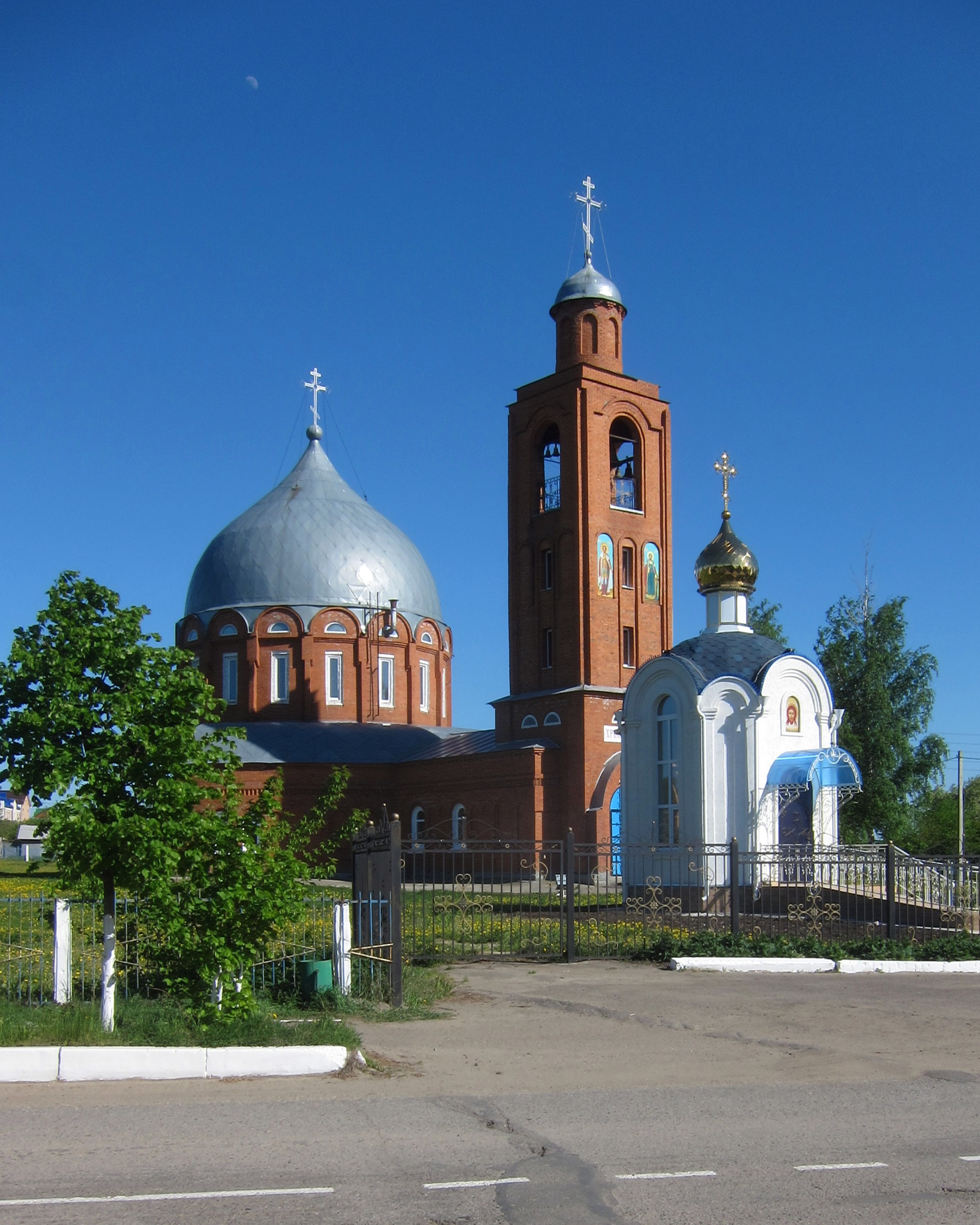
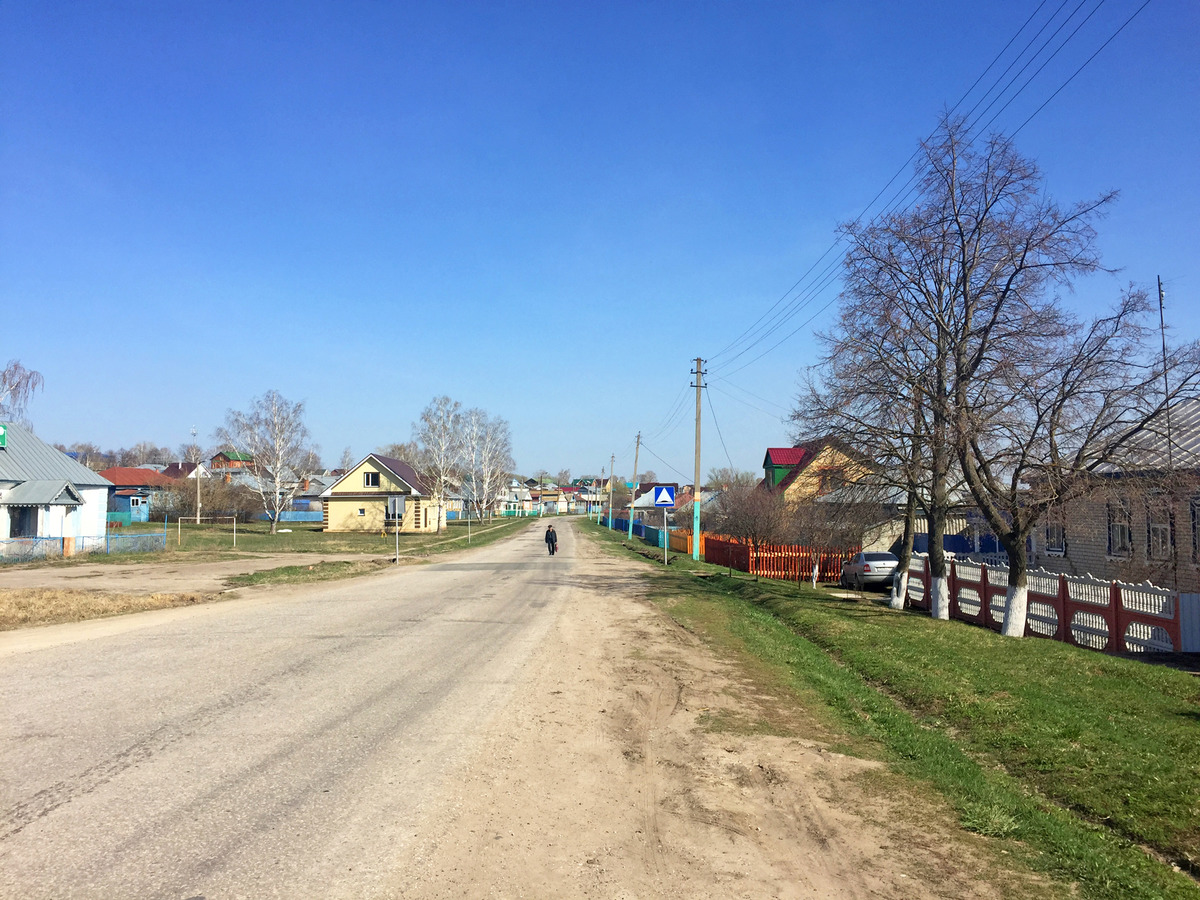
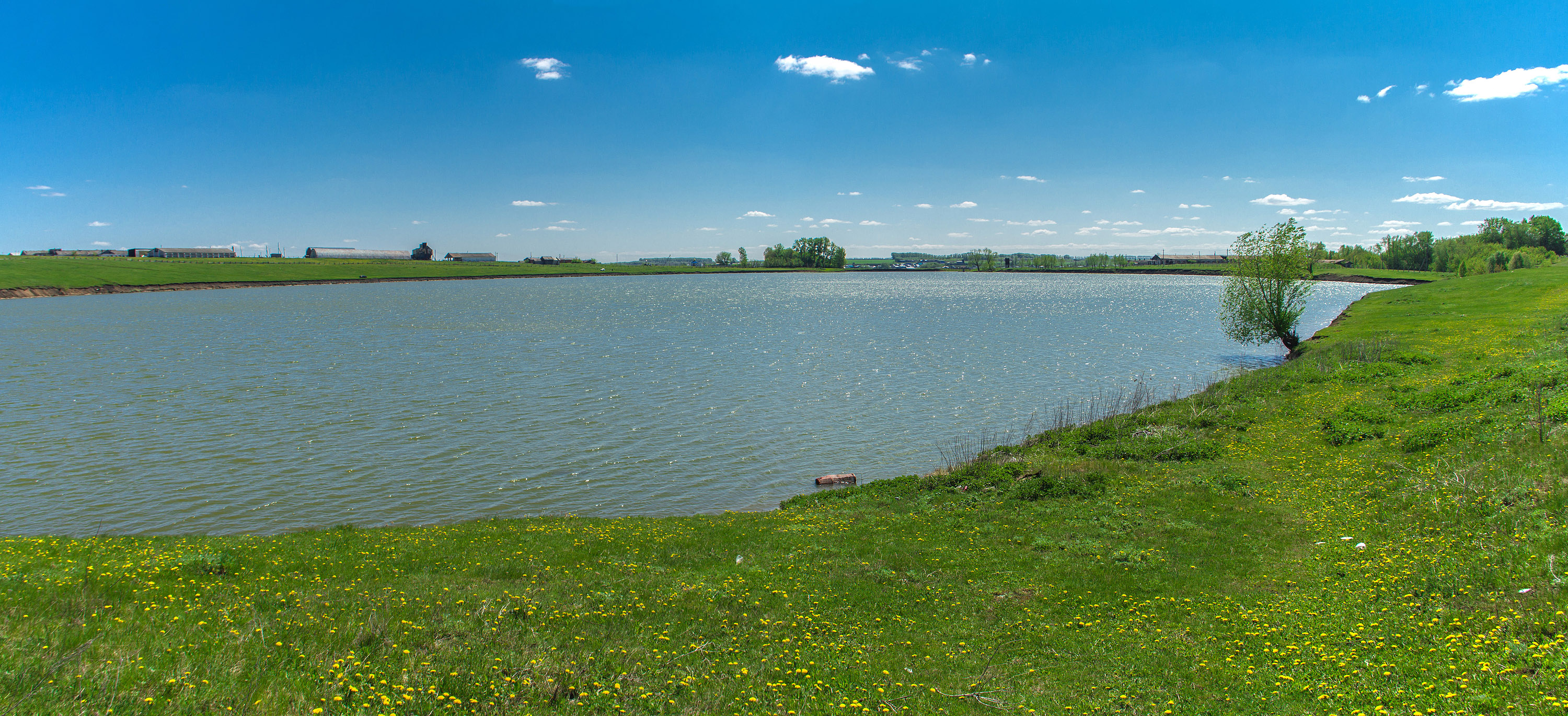
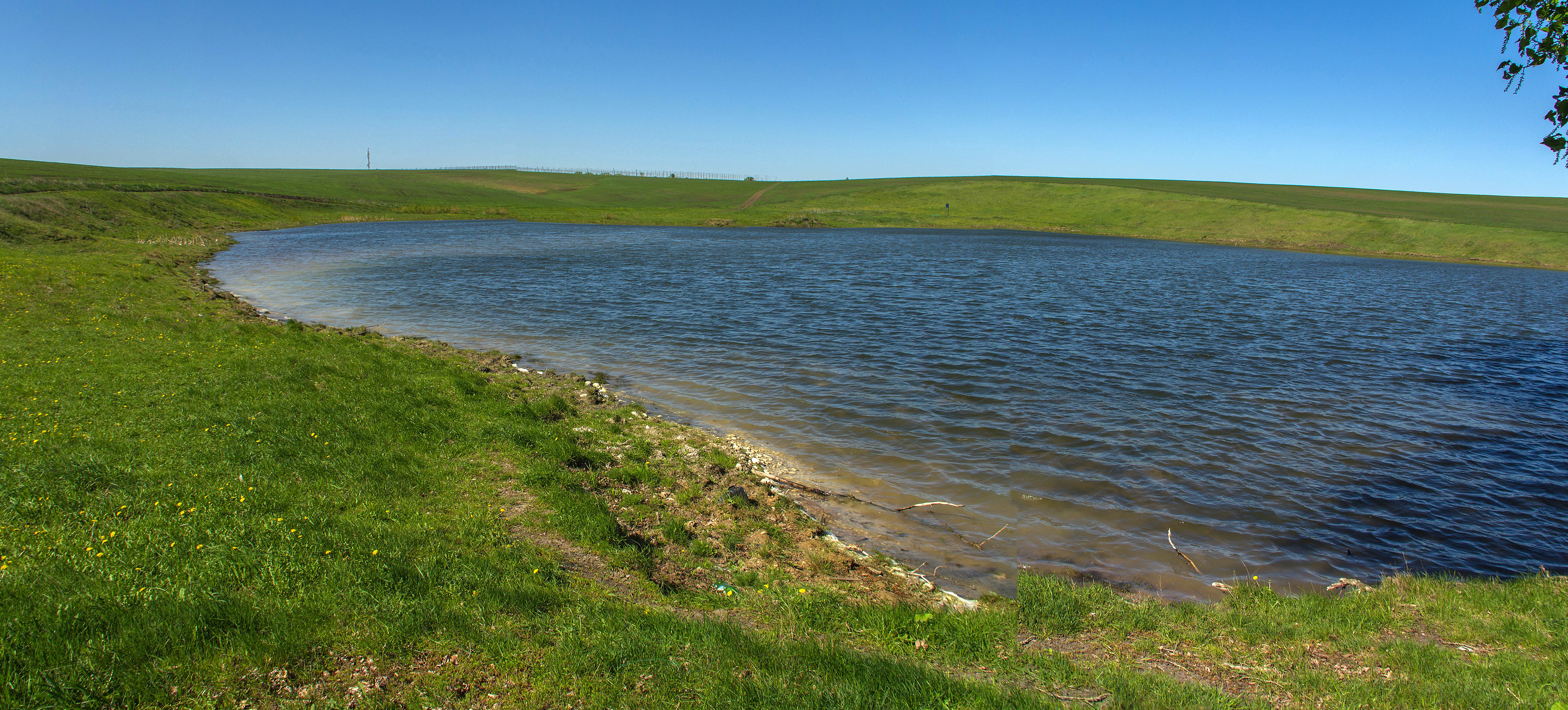